# Adoxophyes templana
Adoxophyes templana es una especie de polilla del género Adoxophyes, tribu Archipini, subfamilia Tortricinae.

## Distribución
Se distribuye por el archipiélago Bismarck, en Papúa Nueva Guinea.

## Taxonomía
Fue descrita por Pagenstecher en 1900 y publicada en Zoologica 12 (29): 225